# BBC Radio Cornwall
BBC Radio Corwall – stacja radiowa należąca do BBC i pełniąca w sieci tego nadawcy rolę stacji lokalnej dla Korwalii. Została uruchomiona 17 stycznia 1983 i jest dostępna w analogowym i cyfrowym przekazie naziemnym, a także w Internecie. 
Siedzibą stacji jest ośrodek BBC w Truro. Oprócz audycji własnych stacja transmituje również programy siostrzanych rozgłośni lokalnych BBC z Plymouth, Leeds i Bristolu, a także programy ogólnokrajowego BBC Radio 5 Live. 